# Polyrhachis inermis
Polyrhachis inermis é uma espécie de formiga do gênero Polyrhachis, pertencente à subfamília Formicinae.